# Albert Portell Barat
Albert Portell Barat (Barcelona, 1929) fou esportista i directiu esportiu.
Esportista practicant de l'atletisme, el bàsquet, l'handbol a onze i la gimnàstica entre 1944 i 1953, i més tard del tennis i voleibol. Va ser soci fundador del Club Esportiu Hispano Francès, secció esportiva del Liceu Francès de Barcelona, i membre de la seva junta directiva entre 1960 i 1965 com a cap de la secció de petanca. El 1965 va entrar a la Federació Catalana de Voleibol com a vicepresident, i el 1966 es va convertir en el seu president. El 1972 va tornar a la directiva de l'Hispano Francès com a vicepresident fins a l'octubre de 1975, quan va ser nomenat president de la Federació Espanyola de Voleibol. La presidència de la Federació Espanyola li va comportar un lloc al Comitè Olímpic Espanyol i entre 1982 i 1984 va ser membre elegit de la seva Comissió Executiva. De 1980 a 1984 va ser membre de la Confederació Europea de Voleibol i el mateix 1984, president del Comitè Organitzador del Preolímpic masculí que es va celebrar a Barcelona. Rebé la medalla Forjadors de la Història Esportiva de Catalunya el 1997.